# Medford (Minnesota)
Medford es una ciudad ubicada en el condado de Steele en el estado estadounidense de Minnesota. En el Censo de 2010 tenía una población de 1239 habitantes y una densidad poblacional de 415,26 personas por km².

## Geografía
Medford se encuentra ubicada en las coordenadas 44°10′7″N 93°14′53″O / 44.16861, -93.24806. Según la Oficina del Censo de los Estados Unidos, Medford tiene una superficie total de 2.98 km², de la cual 2.98 km² corresponden a tierra firme y (0%) 0 km² es agua.

## Demografía
Según el censo de 2010, había 1239 personas residiendo en Medford. La densidad de población era de 415,26 hab./km². De los 1239 habitantes, Medford estaba compuesto por el 96.29% blancos, el 0.89% eran afroamericanos, el 0.08% eran amerindios, el 0.56% eran asiáticos, el 0% eran isleños del Pacífico, el 0.81% eran de otras razas y el 1.37% pertenecían a dos o más razas. Del total de la población el 5.17% eran hispanos o latinos de cualquier raza.